# Hintergasse (Bruneck)

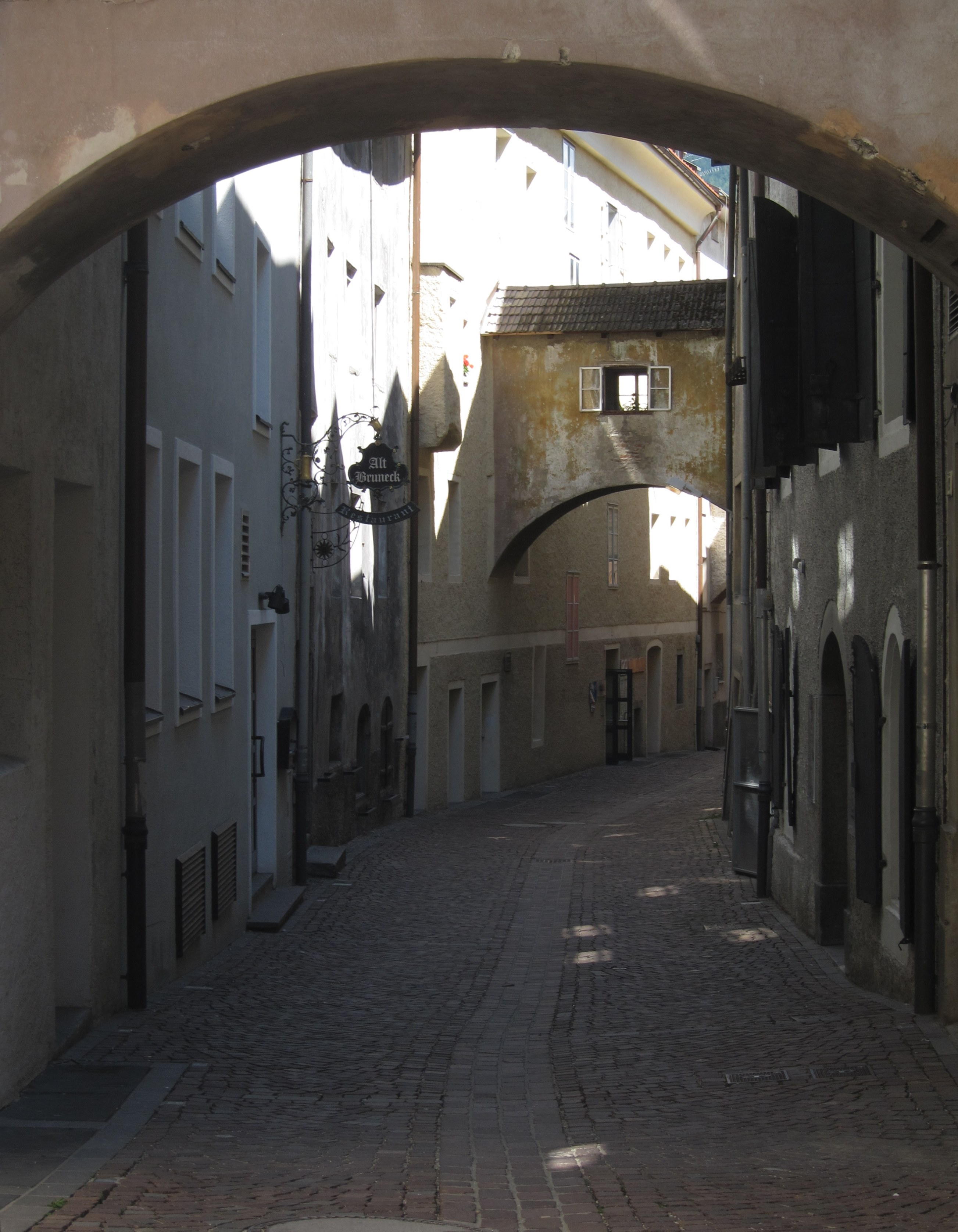
Hintergasse mit Verbindungsgängen zwischen den Häusern

Die Hintergasse befindet sich in der historischen Altstadt von Bruneck in Südtirol.

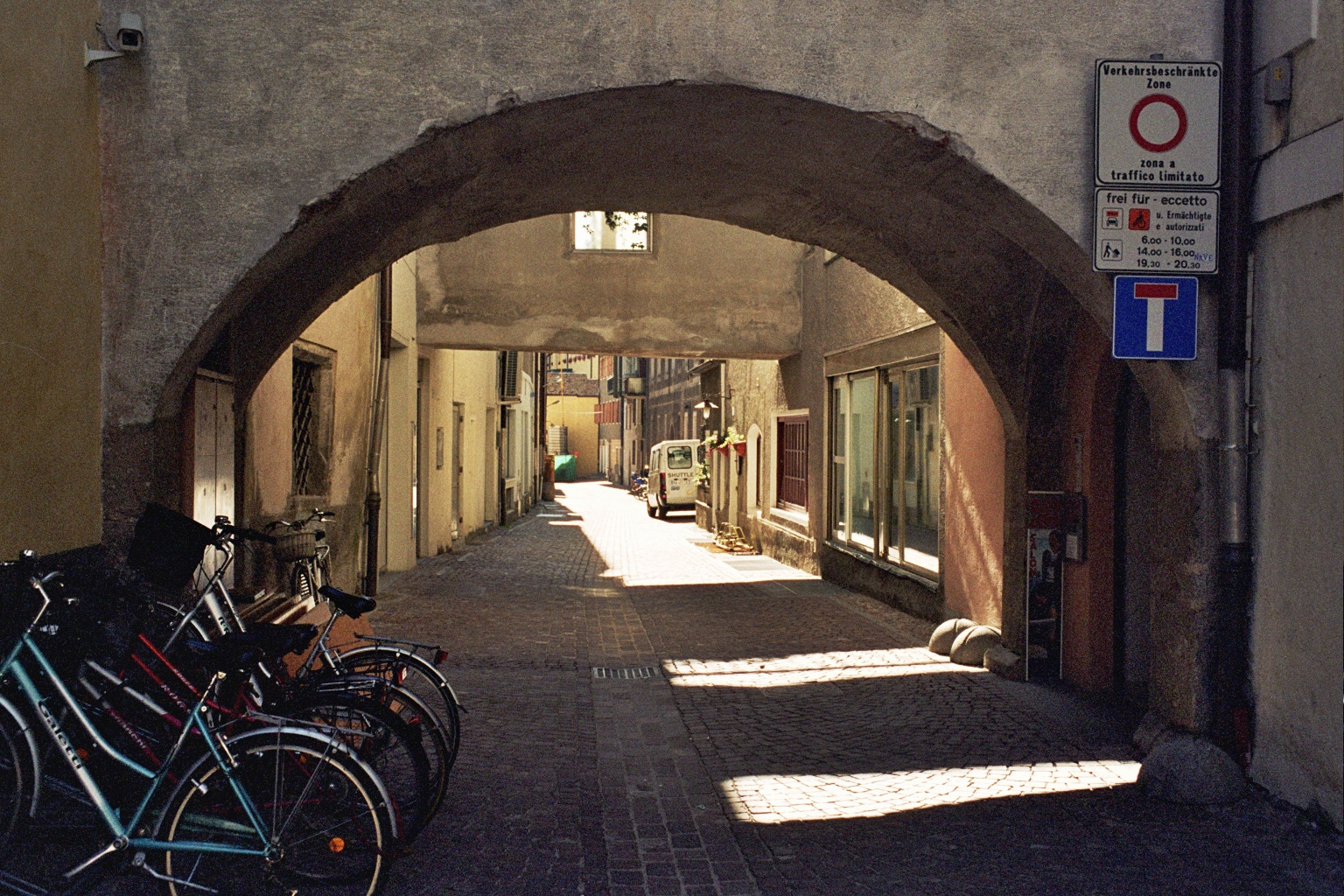
Hintergasse

Die Hintergasse verläuft zwischen der Stadtgasse und dem Graben ungefähr gleichlaufend wie diese von der Rienz im Osten bis zum Universitätsplatz im Westen. Ursprünglich gab es im Mittelalter nur die Stadtgasse, deren Häuser von der Stadtbefestigung und dem Graben umschlossen waren. Als um 1400 der Fürstbischof von Brixen und der Stadtrat genehmigten, dass an der Stadtmauer Ställe und Werkstätten für Schlosser und Schmiede angebaut werden durften, entstand auch die Hintergasse. Aus dem Jahr 1382 stammt die erste Erwähnung der Gasse als „hintere Gasse“. Wie der Name sagt, lagen an ihr die Hinterseiten der Häuser an der Stadtgasse und auch jene des Grabens. Weil einige Gebäude an Graben und Stadtgasse oft auf gleicher Höhe auch die gleichen Besitzer hatten, überbauten diese die Hintergasse mit Verbindungsgängen, was der Straße ihr charakteristisches Aussehen verleiht. Trotz der malerischen Bögen, die sich über die Gasse spannen, und obwohl viele Gebäude historische Bausubstanz besitzen und unter Denkmalschutz stehen, ist die schmale Hintergasse ein im Verhältnis zu den Nachbarstraßen stiller Teil der Fußgängerzone in der Altstadt geblieben.